# Reza Shahroudi
Reza Shahroudi (Teheran, 21 febbraio 1972) è un ex calciatore iraniano, di ruolo centrocampista.